# قرار مجلس الأمن التابع للأمم المتحدة رقم 44
قرار مجلس الأمن التابع للأمم المتحدة رقم 44، الذي اعتمد في 1 أبريل 1948، بعد تلقي التقارير المطلوبة في قرار مجلس الأمن التابع للأمم المتحدة رقم 42، طلب المجلس إلى الأمين العام أن يدعو إلى عقد دورة استثنائية للجمعية العامة لمواصلة النظر في مسألة حكومة فلسطين المقبلة.
وقد اعتمد القرار مع امتناع جمهورية أوكرانيا السوفيتية الاشتراكية والاتحاد السوفيتي.